# Carol Sobieski
Carol Sobieski (Chicago, 16 de marzo de 1939 – Santa Mónica (California), 4 de noviembre de 1990) fue una guionista estadounidense autora, entre otros, de los guiones de Annie (1982) y Tomates verdes fritos (1991).

## Biografía
Carol O'Brien fue hija de un abogado y una profesora y política. Cinco años después su familia se trasldó a Amarillo (Texas). Sobieski asistió al Smith College y recibió su máster en Literatura por el Trinity College (Dublín). Se casó con el abogado James Louis Sobieski en 1964 con el que tuvo tres hijos.
En 1978, Sobieski ganó el Premio Humanitas por la serie de televisión Family. Fue nominada a dos Premios Emmy por Harry S. Truman: Plain Speaking de 1977 y Sarah, Plain and Tall de 1991.  
Sobieski y el escritor Fannie Flagg fueron premiados en 1991 con la USC Scripter Award por su guion de Tomates Verdes Fritos, adaptación de la novela homónima de Flagg. Ambos fueron nominados al Óscar al mejor guion adaptado.
Sobieski tenía 51 años cuando falleció el 4 de noviembre de 1990 en Santa Mónica, California. La causa de su muerte fue la enfermedad hepática del plasma sanguíneo conocida como amiloidosis.

## Filmografía
- 1973: Sunshine
- 1976: Family
- 1976: Harry S. Truman: Plain Speaking
- 1976: Amelia Earhart - miniserie de televisión
- 1978: La sombra de un campeón (Casey's Shadow)[4]
- 1980: Where the Ladies Go
- 1980: Honeysuckle Rose
- 1980: The Women's Room
- 1982: Annie
- 1982: Su juguete preferido (The Toy)
- 1985: Sylvester
- 1989: Decisión trágica (Winter People)
- 1991: Sarah, Plain and Tall
- 1991: Tomates verdes fritos (Fried Green Tomatoes)
- 1993: ¡Qué no hacer con un millón de dólares! (Money for Nothing)